# Heli Illipe-Sootak
Heli Illipe-Sootak (Narva-Jõesuu, 1974. november 16. –) észt biológiatanár,  gyermekkönyvek írója.

## Élete
1974-ben született Narva-Jõesuu-ban. 1992-ben érettségizett a Narvai Észt Gimnáziumban, majd 1995-ben a Tartui Egyetem Társadalomtudományi Karán végzett politológia szakon. 2007-től 2012-ig biológiát tanult a Tallinni Egyetemen, majd a molekuláris biokémia mesterképzőt végezte el.
2011 óta biológiatanár és projektmenedzser az Audentes Sportgimnáziumban. 2016 óta a Raudhammas kiadó szerkesztője és vezérigazgatója.
Az Illipe-Sootak irodalmi művei elsősorban a kisgyermekeknek szólnak, ezért fontosak a rímek, a gondosan megválasztott szókincs és az életkornak megfelelő mondatszerkezet. Mindezzel hozzájárul a gyermekek nyelvi felfogásának fejlődéséhez és a szókincs gazdagításához. A versei és a történetei tele vannak humorral és érdekességgel, valamint természettel és folklórral.

## Művei
- Kuraditosin kratijuttu (2005)
- Kus on mütsil olla hea? (2007) Hol jó egy kalap?
- Kiisu raamat (2010, 2016) A macska könyve
- Kiisu reisib (2011, 2017) Kitty utazik
- Pörkölt (2012)[2]
- Väike Jope (2013) Kis kabát
- Kiisu aias lehti riisus (2016) Kitty levelei a kertben
- Saada õps Kuu peale! (2017) Tanulj a Holdon!
- Augustirebane (2018)

## Fordítás
- Ez a szócikk részben vagy egészben  a   Heli Illipe-Sootak című észt Wikipédia-szócikk ezen változatának fordításán alapul.  Az eredeti cikk szerkesztőit annak laptörténete sorolja fel. Ez a jelzés csupán a megfogalmazás eredetét és a szerzői jogokat jelzi, nem szolgál a cikkben szereplő információk forrásmegjelöléseként.